# SN 2004cw
SN 2004cw – supernowa odkryta 13 czerwca 2004 roku w galaktyce E184-G75. W momencie odkrycia miała maksymalną jasność 16,60m.